# La Boissière-École
La Boissière-École ist eine französische Gemeinde mit 748 Einwohnern (Stand: 1. Januar 2022) im Département Yvelines in der Region Île-de-France. Sie gehört zum Arrondissement Rambouillet und zum Kanton Rambouillet. Die Einwohner werden Boissériens genannt.

## Geographie
La Boissière-École liegt etwa 54 Kilometer westsüdwestlich von Paris und etwa 13 Kilometer ostnordöstlich von Rambouillet. Im Gemeindegebiet entspringt das Flüsschen Maltorne, das zur Eure entwässert. Umgeben wird La Boissière-École von den Nachbargemeinden Adainville im Norden, Condé-sur-Vesgre im Norden und Nordosten, Saint-Léger-en-Yvelines im Nordosten, Poigny-la-Forêt im Osten, Hermeray im Süden und Südosten, Mittainville im Süden, Faverolles im Westen sowie Le Tartre-Gaudran und La Hauteville im Nordwesten.

## Bevölkerungsentwicklung
| Jahr                      | 1962 | 1968 | 1975 | 1982 | 1990 | 1999 | 2006 | 2018 |
| Einwohner                 | 446  | 412  | 461  | 528  | 655  | 725  | 771  | 759  |
| Quelle: Cassini und INSEE |      |      |      |      |      |      |      |      |

## Sehenswürdigkeiten
Siehe auch: Liste der Monuments historiques in La Boissière-École
- Kirche Saint-Barthélemy, 1892 erbaut
- Schloss, 1853 bis 1857 erbaut

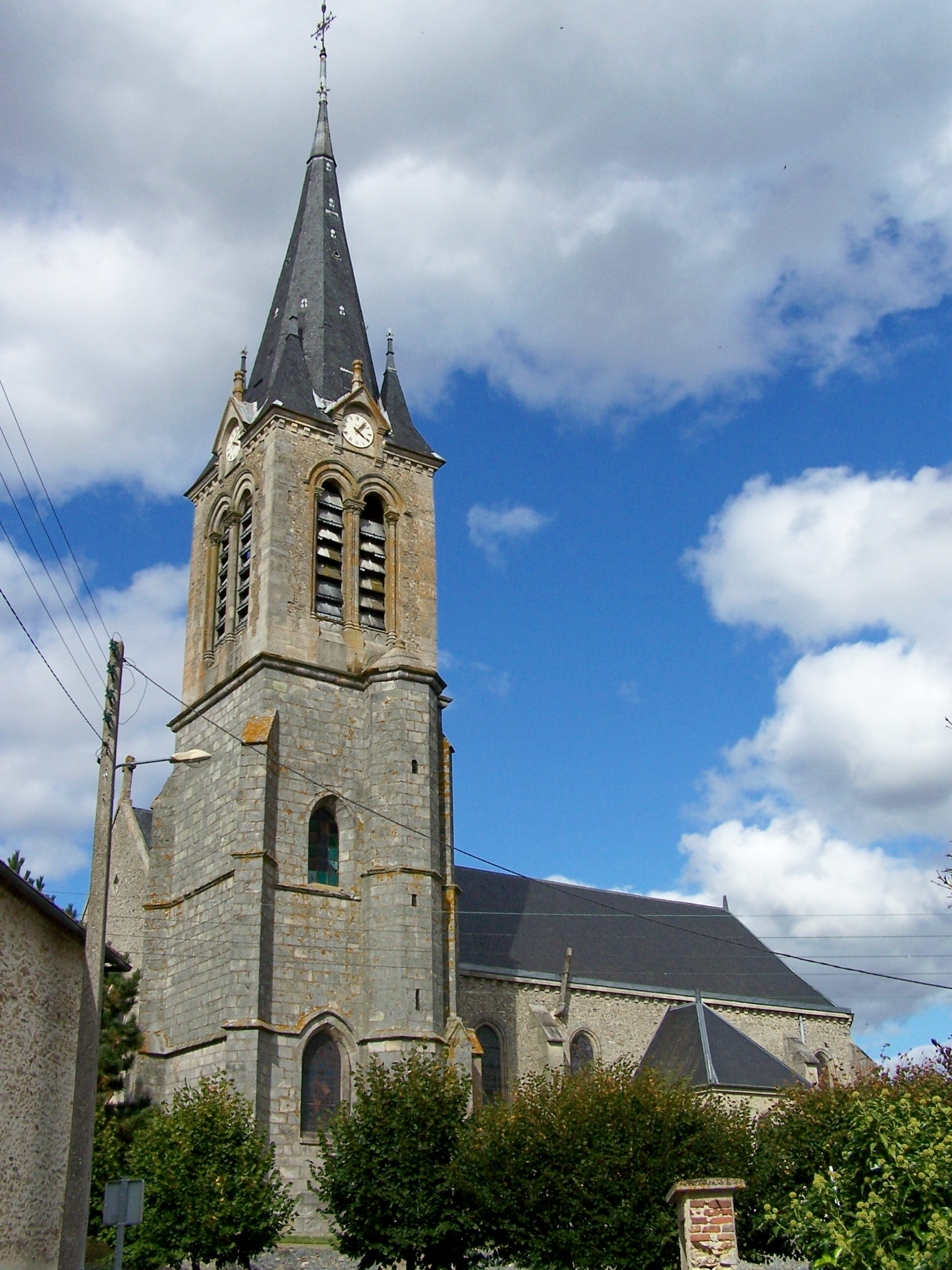
Kirche Saint-Barthélemy
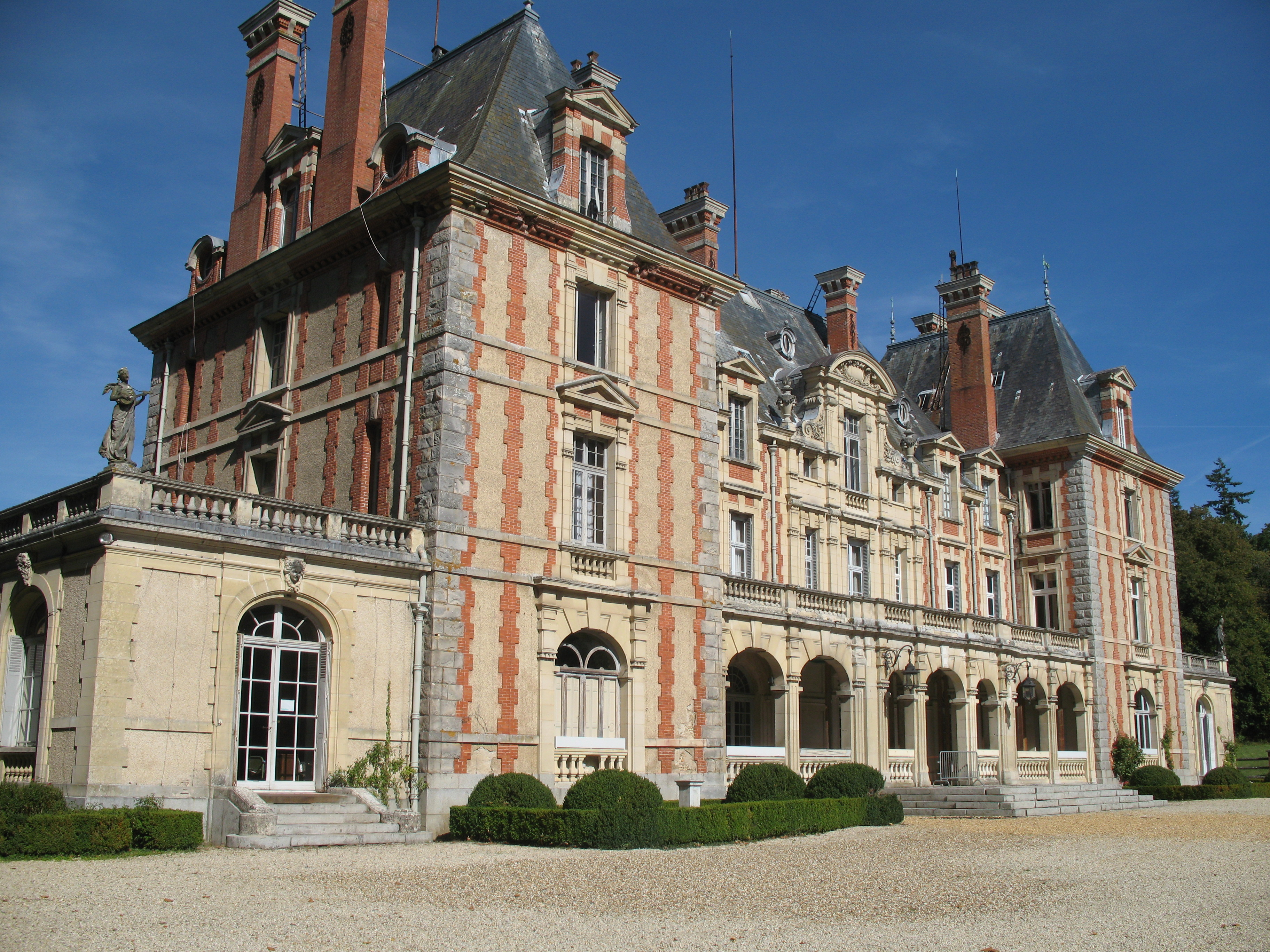
Schloss